# تشارلز أ. بيركنز
تشارلز أ. بيركنز (بالإنجليزية: Charles A. Perkins)‏ هو محامي أمريكي، ولد في 26 يناير 1869 في لورانس في الولايات المتحدة، وتوفي في 16 يناير 1930 في سوفرن في الولايات المتحدة.